# العارضة (يريم)

تعديل مصدري - تعديل

العارضة هي إحدى قرى عزلة ارياب بمديرية يريم التابعة لمحافظة إب، بلغ تعداد سكانها 65 نسمة حسب تعداد اليمن لعام 2004.